# Mosze Romano
Mosze Romano (hebr. משה רומנו, ang. Moshe Romano, ur. 6 maja 1946 w Tel Awiwie) – izraelski piłkarz grający na pozycji napastnika. W swojej karierze rozegrał 12 meczów w reprezentacji Izraela, w których strzelił 5 goli.

## Kariera klubowa
Swoją karierę piłkarską Romano rozpoczął w klubie Szimszon Tel Awiw. W 1964 roku awansował do kadry pierwszej drużyny i w sezonie 1964/1965 zadebiutował w niej w pierwszej lidze izraelskiej. W sezonie 1965/1966 z 17 golami został królem strzelców ligi Izraela. W 1968 roku odszedł do Highlands Park z Republiki Południowej Afryki i grał w nim do 1969 roku.
Jeszcze w 1969 roku Romano wrócił do Izraela i został zawodnikiem Beitaru Tel Awiw. W tamtym roku został z Beitarem mistrzem kraju, a następnie powrócił do Szimszonu Tel Awiw. W sezonach 1969/1970 i 1972/1973 został w barwach Szimszonu najlepszym strzelcem ligi. W sezonie 1970/1971 wywalczył z Shimshonem wicemistrzostwo Izraela.
W 1973 roku Romano przeszedł do Beitaru Tel Awiw. W sezonie 1974/1975 po raz czwarty w karierze został królem strzelców ligi izraelskiej. W Beitarze grał do końca sezonu 1979/1980. W latach 1980–1982 grał w Hapoelu Jehud, a w sezonie 1982/1983 – w Beitarze Ramla, w którym zakończył karierę.
| Sezon   | Klub              | Kraj              | Rozgrywki   | Mecze | Bramki |
| ------- | ----------------- | ----------------- | ----------- | ----- | ------ |
| 1964/65 | Szimszon Tel Awiw | Izrael            | Liga Leumit | 28    | 13     |
| 1965/66 | Szimszon Tel Awiw | Izrael            | Liga Leumit | 30    | 17     |
| 1966/67 | Szimszon Tel Awiw | Izrael            | Liga Leumit | ?     | ?      |
| 1967/68 | Szimszon Tel Awiw | Izrael            | Liga Leumit | ?     | ?      |
| 1968    | Highlands Park    | Południowa Afryka | NFL         | ?     | ?      |
| 1969    | Highlands Park    | Południowa Afryka | NFL         | ?     | ?      |
| 1968/69 | Beitar Tel Awiw   | Izrael            | Liga Leumit | 11    | 8      |
| 1969/70 | Szimszon Tel Awiw | Izrael            | Liga Leumit | 28    | 15     |
| 1970/71 | Szimszon Tel Awiw | Izrael            | Liga Leumit | 29    | 16     |
| 1971/72 | Szimszon Tel Awiw | Izrael            | Liga Leumit | 22    | 9      |
| 1972/73 | Szimszon Tel Awiw | Izrael            | Liga Leumit | 25    | 18     |
| 1973/74 | Beitar Tel Awiw   | Izrael            | Liga Leumit | 15    | 6      |
| 1974/75 | Beitar Tel Awiw   | Izrael            | Liga Leumit | 27    | 17     |
| 1975/76 | Beitar Tel Awiw   | Izrael            | Liga Leumit | 34    | 9      |
| 1976/77 | Beitar Tel Awiw   | Izrael            | Liga Leumit | 29    | 11     |
| 1977/78 | Beitar Tel Awiw   | Izrael            | Liga Leumit | 25    | 6      |
| 1978/79 | Beitar Tel Awiw   | Izrael            | Liga Leumit | 24    | 9      |
| 1979/80 | Beitar Tel Awiw   | Izrael            | Liga Leumit | 26    | 6      |
| 1980/81 | Hapoel Jehud      | Izrael            | Liga Leumit | 30    | 6      |
| 1981/82 | Hapoel Jehud      | Izrael            | Liga Leumit | 18    | 2      |
| 1982/83 | Beitar Ramla      | Izrael            | Liga Arzit  | 4     | 0      |

## Kariera reprezentacyjna
W reprezentacji Izraela Romano zadebiutował 21 listopada 1965 roku w przegranym 1:2 meczu eliminacji do MŚ 1966 z Bułgarią, rozegranym w Ramat Gan. W 1968 roku zagrał w trzech meczach Pucharu Azji 1968: z Hongkongiem (6:1 i 2 gole), z Birmą (0:1) i z Tajwanem (4:1 i 2 gole). Został królem strzelców tego turnieju, a Izrael zajął na nim 3. miejsce.
W 1970 roku Romano był w kadrze Izraela na Mistrzostwa Świata w Meksyku, na których był rezerwowym i nie rozegrał żadnego meczu. Od 1965 do 1975 roku rozegrał w kadrze narodowej 12 meczów i strzelił 5 goli.